# إحسان بوحليقة
د. إحسان علي بوحليقة اقتصادي سعودي (ولدّ في دمشق عام 1956) وترعرع في الأحساء شرق المملكة العربية السعودية حيث أكمل دراسته الثانوية، وانتقل منها لجامعة الملك فهد للبترول والمعادن بالظهران ثم لجامعة وسكانسن في الولايات المتحدة الأمريكية لإكمال دراساته العليا. له العديد من المؤلفات والبحوث في مجال النمذجة وتطبيقات الذكاء الاصطناعي في نظم اتخاذ ومساندة القرار ومعالجة البيانات الضخمة Big data ونماذج المحاكاة المرتكزة للفرد (Agent-based Simulation)، وله اهتمام خاص بإصلاح الاقتصاد السعودي، حيث أصدر كتاباً بهذا العنوان في العام 2002. وطبقاً لمجلة «آربيان نزنس» arabianbusiness.com يأتي د.بوحليقة في المرتبة 123 ضمن قائمة أكثر 500 شحصية عربية مؤثرة.

## الحياة العلمية
درس المرحلة الابتدائية في دمشق، والمرحلتين المتوسطة والثانوية في الأحساء. أكمل دراسته الجامعية في جامعة الملك فهد للبترول والمعادن، حصل منها على درجتي البكالوريس في الإدارة الصناعية - إدارة عمليات، وشهادة الماجستير في إدارة الأعمال تخصص إدارة عمليات وتمويل. ثم انتقل للولايات المتحدة الأمريكية وحصل من كلية إدارة الأعمال في جامعة وسكنسن-ملواكي على دكتوراة الفلسفة في علم الإدارة Management Science تخصص نظم معلومات إدارية وتخصص دقيق نظم إنتاج في أغسطس/آب 1987.
عمل في القطاع المصرفي للفترة 1979-1981 أثناء دراسته للماجستير. وعقب حصوله على الدكتوراة انضم لكلية الإدارة الصناعية في جامعة الملك فهد للبترول والمعادن حتى صيف العام 1990، بعدها انتقل للعمل في مجالات الاستشارات الاقتصادية حيث عمل كخبير أول ثم امين عام في منظمة الخليج للاستشارات الصناعية www.goic.org.qa ومقرها الدوحة في دولة قطر.
في العام 2002 أسس مركز جواثا الاستشاري لتطوير الأعمال www.joatha.com ومقره الرياض، حيث أنجز العديد من الدراسات الإستراتيجية للقطاع الحكومي وطور العديد من المشاريع للقطاع الخاص.

## البحوث والمؤلفات
له عدد من البحوث والمؤلفات منها ما يلي:
- نظام لمراقبة الإنتاج في بيئة صناعية مرنة
- خصائص الصناعات الصغيرة والمتوسطة في دول المجلس: دراسة تحليلية
- محاكاة نظم الإنتاج المرنة
- تمثيل ومعالجة المعرفة للسيطرة، على نظم الإنتاج المرنة
- التخطيط التفاعلي للتعاملمع نماذج نظم الإنتاج المرنة
- التخطيط التفاعلي للتعامل مع نماذج نظم مساندة اتخاذ القرار
- خوارزمية لاختيار تسلسل نماذج اتخاذ القرار
- استخدام إنترنت كأداة للتنسيق بين دول مجلس التعاون لدول الخليج العربية
- إنترنت السعودية: خاصة أم حكومية - اللقاء الحادي عشر بشبكة الخليج الأكاديمية
- تقنية المعلومات في دول مجلس التعاون في التسعينات: نتائج أولية
- التخصيص في المملكة العربية السعودية
- تقريب الفجوة بين الفنيين ومستخدمي تقنيات المعلومات وإيجاد الحلول اللازمة لمشكلات الأعمال
- دور المعلومات في اتخاذ القرار: حالة بنك المعلومات في منظمة الخليج للاستشارات الصناعي

وله عدد من الندوات والمحاضرات في مجال الاقتصاد والخصخصة.

## مقالات
عدا المقالات العلمية، نشر الكثير من المقالات في صحف رئيسية مثل صحيفة الخليج الأماراتية وصحيفة الحياة اللندنية ومجلة المجلة اللندنية وصحيفة الاقتصادية السعودية وصحيفة الوطن السعودية وصحيفة اليوم السعودية، وفيما يلي بعض مقالاته في صحيفة اليوم السعودية:
- أمريكا التي لم نعرف.. .
- أين المتحدث الرسمي لوزارة الصحة؟!
- ثقافة «التغميس»
- «التنمية» مشروعنا الترليوني.. من يتابعه؟
- نفط الخليج وبَشر أندونيسيا
- أن تكون متعصباً!
- حواراتنا الفكرية
- مكافحة الفساد.. المهمة المستحيلة
- دبيّ.. ونصف الزاد

## الحياة العملية
- رئيس مركز جواثا الاستشاري لتطوير الأعمال- الرياض- المملكة العربية السعودية
- عضو مجلس الشورى ابتداءً من 1418/3/3هـ وحتى 1430/3/2 ورئيس لجنة الشئون المالية في المجلس
- عضو الهيئة الاستشارية للمجلس الأعلى لمجلس التعاون لدول الخليج العربية
- عضو مجلس إدارة هيئة الاتصالات وتقنية المعلومات
- عضو مجلس إدارة شركة التصنيع (شركة مساهمة)
- عضو مجلس إدارة شركة ملاذ للتأمين وإعادة التأمين التعاوني
- عضو مجلس إدارة شركة وطن للاستثمار وأعمال الأوراق المالية
- عضو مجلس إدارة جمعية الاقتصاد السعودية
- أمين عام منظمة الخليج للاستشارات الصناعية - الدوحة - قطر
- خبير أول ومدير إدارة بنك المعلومات- منظمة الخليج للاستشارات الصناعية- الدوحة- قطر
- أستاذ مساعد- كلية الإدارة الصناعية- جامعة الملك فهد للبترول والمعادن - الظهران
- نائب مدير مركز تقنية المعلومات بجامعة الملك فهد للبترول والمعادن - الظهران